# Xénia Krizsán
Xénia Krizsán (Budapest, 13 gennaio 1993) è una multiplista ungherese.

## Record nazionali
- Eptathlon: 6 651 p. ( Götzis, 30 maggio 2021)

## Palmarès
| Anno | Manifestazione    | Sede           | Evento     | Risultato | Prestazione | Note                                     |
| ---- | ----------------- | -------------- | ---------- | --------- | ----------- | ---------------------------------------- |
| 2009 | Mondiali allievi  | Bressanone     | Eptathlon  | 4ª        | 5 353 p.    |                                          |
| 2010 | Mondiali juniores | Moncton        | Eptathlon  | 7ª        | 5 594 p.    |                                          |
| 2011 | Europei juniores  | Tallinn        | Eptathlon  | 7ª        | 5 718 p.    |                                          |
| 2012 | Mondiali juniores | Barcellona     | Eptathlon  | Argento   | 5 957 p.    |                                          |
| 2013 | Europei U23       | Tampere        | Eptathlon  | 7ª        | 5 770 p.    |                                          |
| 2014 | Europei           | Zurigo         | Eptathlon  | 9ª        | 6 156 p.    |                                          |
| 2015 | Europei U23       | Tallinn        | Eptathlon  | Oro       | 6 303 p.    | Miglior prestazione personale stagionale |
| 2015 | Mondiali          | Pechino        | Eptathlon  | 9ª        | 6 322 p.    | Miglior prestazione personale            |
| 2016 | Europei           | Amsterdam      | Eptathlon  | 4ª        | 6 266 p.    |                                          |
| 2016 | Giochi olimpici   | Rio de Janeiro | Eptathlon  | 16ª       | 6 257 p.    |                                          |
| 2017 | Europei indoor    | Belgrado       | Pentathlon | 4ª        | 4 631 p.    | Miglior prestazione personale            |
| 2017 | Mondiali          | Londra         | Eptathlon  | 9ª        | 6 356 p.    |                                          |
| 2018 | Mondiali indoor   | Birmingham     | Pentathlon | 6ª        | 4 559 p.    |                                          |
| 2018 | Europei           | Berlino        | Eptathlon  | 7ª        | 6 367 p.    |                                          |
| 2019 | Europei indoor    | Glasgow        | Pentathlon | 7ª        | 4 608 p.    | Miglior prestazione personale stagionale |
| 2021 | Europei indoor    | Toruń          | Pentathlon | Bronzo    | 4 644 p.    | Miglior prestazione personale            |
| 2021 | Giochi olimpici   | Tokyo          | Eptathlon  | 13ª       | 6 295 p.    |                                          |
| 2022 | Mondiali          | Eugene         | Eptathlon  | dnf       | dnf         |                                          |
| 2022 | Europei           | Monaco         | Eptathlon  | 5ª        | 6 372 p.    | Miglior prestazione personale stagionale |
| 2023 | Europei indoor    | Istanbul       | Pentathlon | 5ª        | 4 493 p.    | Miglior prestazione personale stagionale |
| 2023 | Mondiali          | Budapest       | Eptathlon  | 4ª        | 6 479 p.    | Miglior prestazione personale stagionale |
| 2024 | Europei           | Roma           | Eptathlon  | 8ª        | 6 218 p.    | Miglior prestazione personale stagionale |
| 2024 | Giochi olimpici   | Parigi         | Eptathlon  | 7ª        | 6 386 p.    | Miglior prestazione personale stagionale |
| 2025 | Mondiali indoor   | Nanchino       | Pentathlon | 8ª        | 4414 p.     | Miglior prestazione personale stagionale |